# Calomyscus hotsoni
Calomyscus hotsoni là một loài động vật có vú trong họ Calomyscidae, bộ Gặm nhấm. Loài này được Thomas mô tả năm 1920.